# Челебадзе, Реваз Владимирович
Рева́з Влади́мирович Челеба́дзе (2 октября 1955, Кобулети, Грузинская ССР, СССР) — советский футболист, нападающий. Мастер спорта СССР (1976).

## Биография
Начал играть в 1972 в Кобулети в клубной команде «Шукура».
В 1974 взят в команду «Динамо» (Батуми). В 1976 перешёл в «Динамо» (Тбилиси).
В высшей лиге сыграл 158 матчей, забил 52 мяча. В еврокубковых турнирах УЕФА провёл 14 матчей, забил 3 мяча.
За футбольную сборную СССР провёл 7 матчей, забил три мяча. Также две игры провёл на Олимпийских играх 1980.

Физически сильный, всегда нацеленный на ворота форвард-таран. Имея пробелы в технико-тактической подготовке, сумел за счёт трудолюбия стать заметной фигурой в советском футболе конца 70-х начале 80-х и достойным партнёром своим товарищам по команде.— 
По окончании спортивной карьеры — на административной работе. Президент «Динамо» (Батуми) (1990—1994, 1995, июль-август 1996), президент ФК «Шукура» — с 1990. Президент «Металлург» (Рустави) (1996—1997). Работал вице-президентом Федерации футбола Грузии (1995—?).
Позже стал работать футбольным агентом, представляя интересы юных грузинских футболистов. В частности, в течение нескольких лет вёл трансферные дела Жано Ананидзе.
В честь Челебадзе был назван стадион в Кобулети — «Челе Арена».

## Достижения
- Чемпион СССР: 1978; серебряный призёр: 1977, бронзовый призёр: 1976 (в) и 1976 (о).
- Обладатель Кубка СССР: 1976, 1979
- Финалист Кубка СССР: 1980
- Обладатель Кубка обладателей кубков УЕФА: 1981
- Бронзовый призёр Олимпиады-80.
- В «33-х» — № 2 (1977).
- 2-й призёр Спартакиады народов СССР 1979.

## Семья
Сын Челебадзе Георгий (род. 1992) также футболист.